# Carl Ström (1849–1926)
Carl Mathias Ström, född 28 maj 1849 i Ljusdals socken, Gävleborgs län, död 11 juli 1926, var en svensk ämbetsman.
Ström, vars far var major, avlade 1878 hovrättsexamen vid Uppsala universitet, blev 1880 vice häradshövding, 1887 landskamrerare i Gävleborgs län, där han 1908 blev tillförordnad landshövding. Åren 1911–1918 var han landshövding i Västernorrlands län. Han blev riddare av Nordstjärneorden 1894, kommendör av andra klassen av Vasaorden 1907, kommendör av första klassen av Nordstjärneorden 1910 och riddare av Carl XIII:s orden 1912.